# Yitzhak Navon

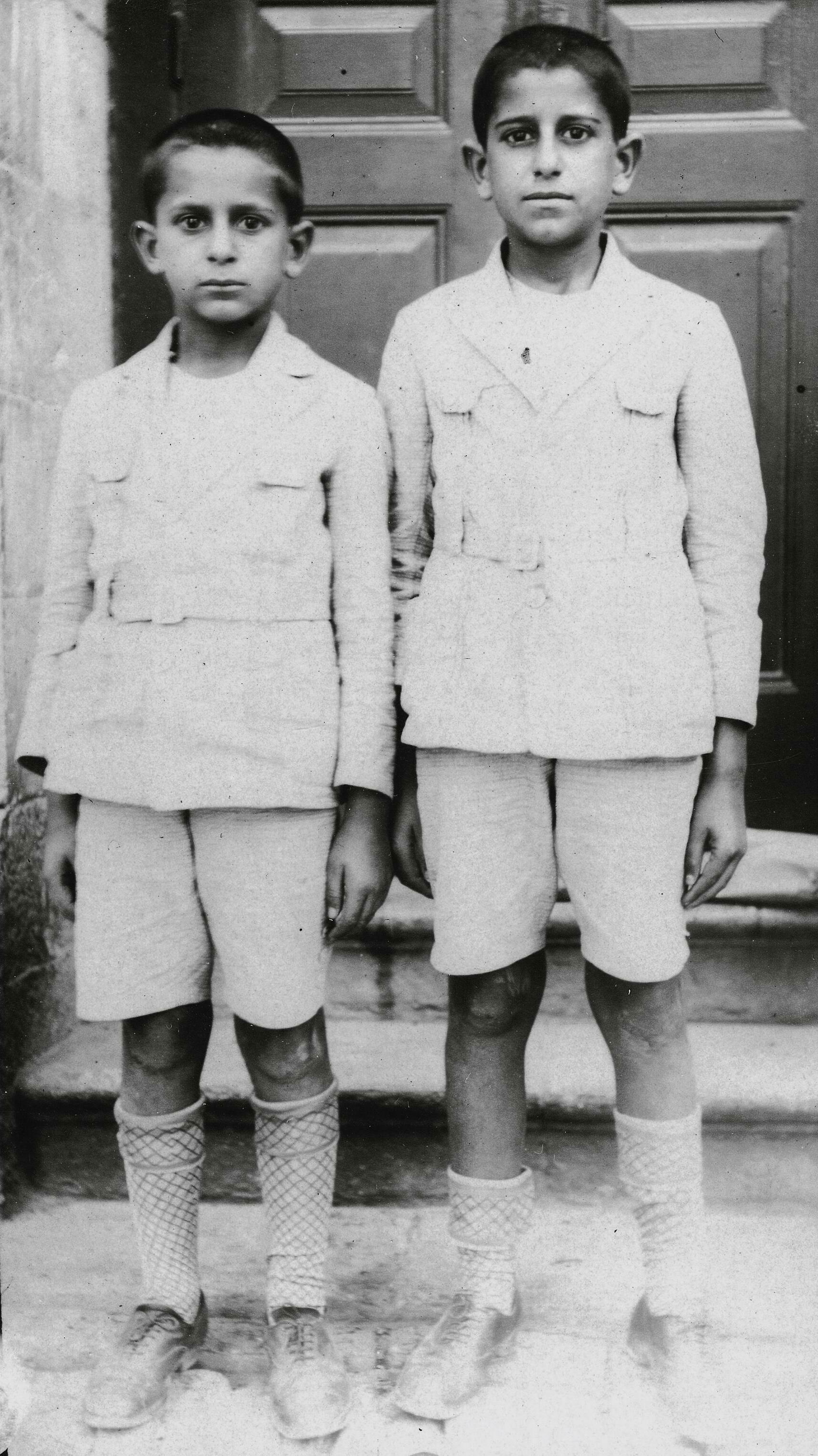
Yitzhak Navon (trái) với anh trai Victor ở Jerusalem, năm 1929

Yitzhak Rachamim Navon (tiếng Hebrew: יצחק נבון‎; 9 tháng 4 năm 1921 – 6 tháng 11 năm 2015) là nhà sáng tác, nhà ngoại ciao và chính trị gia người Israel. Ông giữ chức Tổng thống thứ năm của Israel giữa năm 1978 và năm 1983 với tư cách là đảng viên trung tả của Đảng Liên kết. Ông là người Israel gốc Tây Ban Nha đầu tiên làm Tổng thống và sinh ra tại Jerusalem, Lãnh thổ Uỷ trị Palestine, trong khi các Tổng thống tiền nhiệm đều sinh ra hoặc nhập cư từ Đế quốc Nga.